# Dakota Arena
De Dakota Arena, voorheen het Burgemeester Van de Wielestadion,  is een voetbalstadion gelegen aan de Stadionlaan in het centrum van de Belgische stad Deinze. Het stadion had ruimte voor 7515 bezoekers. Er zijn 792 zitplaatsen, 1300 overdekte staanplaatsen en 5425 onoverdekte staanplaatsen. Niet al deze staanplaatsen kunnen om veiligheids- en licentieproblemen gebruikt worden.. Hierdoor is de capaciteit van het stadion herleid tot 3.482. Officieel te weinig voor het Belgische profvoetbal. KMSK Deinze is de enige ploeg die hier zijn thuiswedstrijden afwerkt.
Het stadion bevindt zich binnen recreatiedomein De Brielmeersen. Het grootste gedeelte van het stadion dateert uit 1978. In de zomer van 2005 werd de volledige zittribune afgebroken, deze moest plaatsmaken voor een nieuwe, modernere en grotere zittribune.
In juli 2020 werd de definitieve versie van het toekomstige stadionproject gelanceerd met een promotiefilmpje. In dit project zit de bouw van een nieuw stadioncomplex met 8.200 plaatsen, een hotel, appartementen, een skybar, een medisch centrum én een concertzaal voor 1.400 mensen.
In november 2021 werd de naam veranderd in Dakota Arena, naar het Belgische vastgoedbedrijf Dakota Vastgoed.
Sinds 2022 kampt KMSK Deinze met problemen rond zijn stadion. Het stadion kan niet het minimale aantal mensen ontvangen verplicht voor het niveau waarop men speelt (4.500). Ook behaalt men het minimale aantal zitplaatsen niet (1.500). Om dit probleem te counteren werd er een gloednieuwe tribune met een capaciteit van 4.200 bijgebouwd. De club heeft echter niet de juiste vergunningen om deze tribune te benutten. Om te vermijden dat dit toch zou gebeuren, sprak de rechtbank een boete uit van 10.000 euro per dag bij gebruik.
Om ervoor te zorgen dat men zeker zijn licentie zou behalen keek men naar de mogelijkheid om naar Le Canonnier (Moeskroen) te verhuizen. Dit bleek echter niet mogelijk omdat de 2 stadions in vogelvlucht te ver uit elkaar lagen. De buitenlandse investeerders van de club werden echter wel eigenaar van het stadion in Moeskroen. Een verhuis bleek echter niet aan de orde.